# Măldăeni
Măldăeni é uma comuna romena localizada no distrito de Teleorman, na região de Muntênia. A comuna possui uma área de 76.69 km² e sua população era de 4607 habitantes segundo o censo de 2007.